# Radara helcida
Radara helcida là một loài bướm đêm trong họ Noctuidae.